# 6è districte de París
El 6è districte és un dels vint districtes de París, França. Es troba a la Riba Esquerra del Sena. Hi ha el barri de Saint-Germain-des-Prés, amb l'abadia de Saint-Germain-des-Prés, fundada al segle vi. El Senat Francès és al 6è districte, i té la seu al Jardin du Luxembourg. El 6è districte té una àrea de 2,154 km².

## Població
El 6è districte va assolir la seva població màxima el 1911, quan la densitat de població era de gairebé 50.000 hab/km². A l'últim cens (1999), la població era de 44.919 habitants, i comptava amb 43.691 llocs de treball.
| Any (dels censos francesos) | Població | Densitat (hab. per km²) |
| --------------------------- | -------- | ----------------------- |
| 1872                        | 90.288   | 41,994                  |
| 1911 (població màxima)      | 102.993  | 47,815                  |
| 1954                        | 88.200   | 41,023                  |
| 1962                        | 80.262   | 37,262                  |
| 1968                        | 70.891   | 32,911                  |
| 1975                        | 56.331   | 26,152                  |
| 1982                        | 48.905   | 22,704                  |
| 1990                        | 47.891   | 22,234                  |
| 1999                        | 44.919   | 20,854                  |

## Barris
Cadascun dels vint districtes de París se subdivideix en quatre barris (quartiers). Aquests són els quatre barris del 6è districte:
- Quartier de la Monnaie
- Quartier de l'Odéon
- Quartier Notre-Dame-des-Champs
- Quartier Saint-Germain-des-Prés

## Mapa

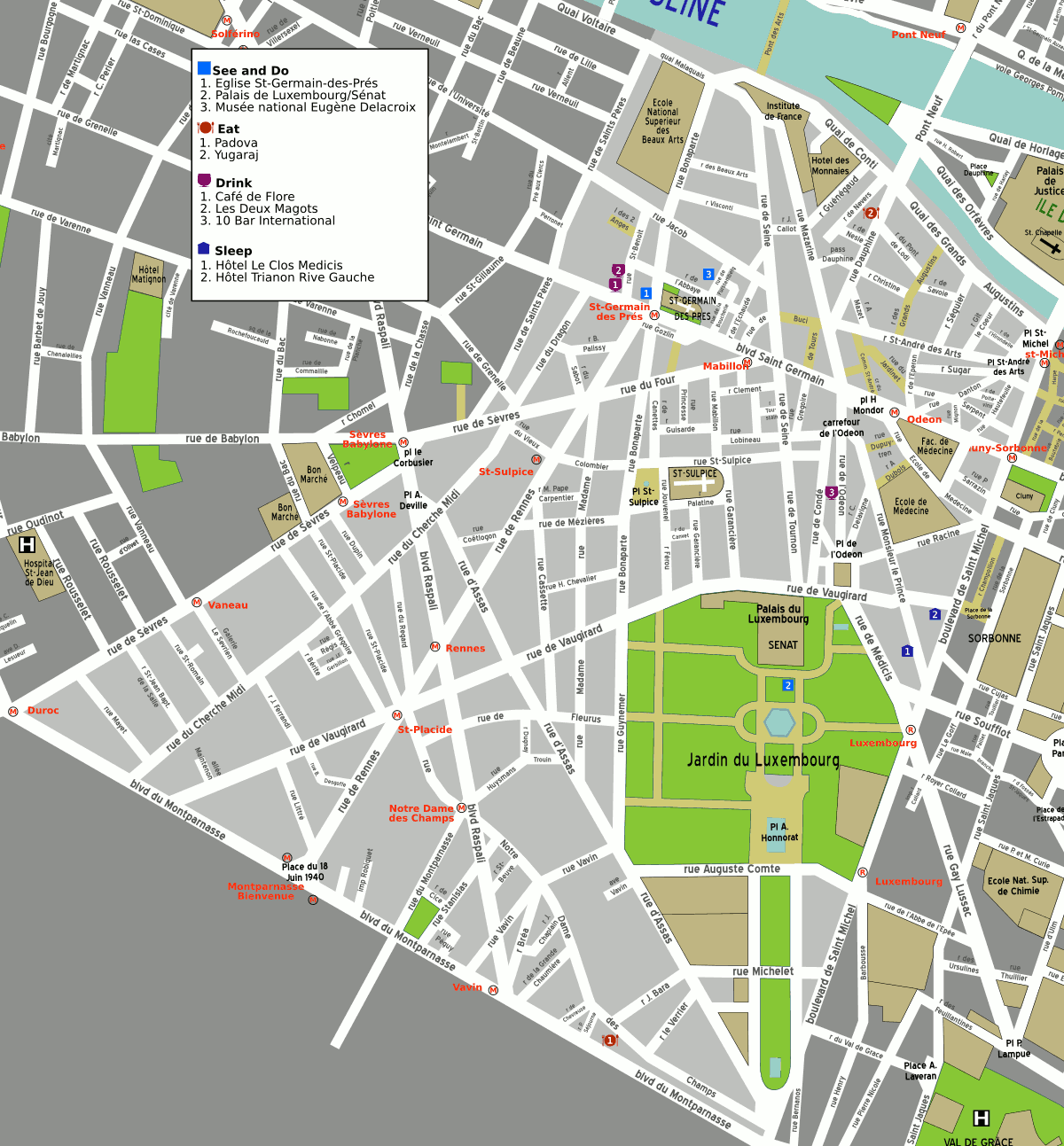
Mapa del 6è districte

## Llocs del 6è districte

### Llocs d'interès
- Académie française
- Café de Flore
- Senat Francès (Palau de Luxemburg)
- Hôtel Lutetia
- Jardin du Luxembourg
- Les Deux Magots
- Monnaie de Paris
- Place Saint-Michel
- Polidor
- Pont des Arts
- Pont Neuf
- Barri de Saint-Germain des Prés
- Eglise du Saint-Sulpice
- Théâtre de l'Odéon
- Museu Zadkine

### Col·legis i universitats
- École Nationale des Ponts et Chaussées
- École nationale supérieure des mines de Paris
- École Nationale Supérieure des Beaux-Arts
- École des hautes études en sciences sociales
- Lycée Montaigne
- Lycée Saint-Louis
- Lycée Stanislas

### Carrers i places
- Rue de l'Abbaye
- Rue de l'Ancienne Comédie
- Rue André Mazet
- Rue d'Assas
- Rue Auguste Comte
- Rue Bonaparte
- Rue Bréa
- Rue de Buci
- Rue des Canettes
- Rue du Cherche-Midi
- Rue Christine
- Rue de Condé
- Rue Danton
- Passage Dauphine
- Rue Dauphine
- Rue de Médicis
- Rue du Dragon
- Rue de l'École de Médecine
- Rue de Fleurus
- Rue du Four
- Rue de Furstemberg
- Rue Garancière
- Rue des Grands Augustins
- Rue Grégoire de Tours
- Rue Guisarde
- Rue Guynemer
- Rue Hautefeuille
- Place Henri Mondor
- Rue Jacques Callot
- Rue du Jardinet
- Rue Lobineau
- Rue Mabillon
- Rue Madame
- Rue Mayet
- Rue Mazarine
- Rue Mignon
- Rue Monsieur le Prince
- Boulevard Montparnasse
- Rue de Nesle
- Rue de Nevers
- Rue Notre-Dame des Champs
- Carrefour de l'Odéon
- Rue de l'Odéon
- Rue Palatine
- Rue Pierre Sarrazin
- Rue des Poitevins
- Rue du Pont de Lodi
- Rue Princesse
- Rue des Quatre Vents
- Place du Québec
- Boulevard Raspail
- Rue de Rennes
- Boulevard Saint-Germain
- Rue Saint-Jean-Baptiste de la Salle
- Boulevard Saint-Michel
- Place Saint-Sulpice
- Rue Saint-Sulpice
- Rue des Saints Pères
- Rue de Savoie
- Rue de Seine
- Rue de Sèvres
- Rue Stanislas
- Rue de Tournon
- Rue de Vaugirard
- Rue Vavin